# Беремжанов, Ахмет Кургамбекович

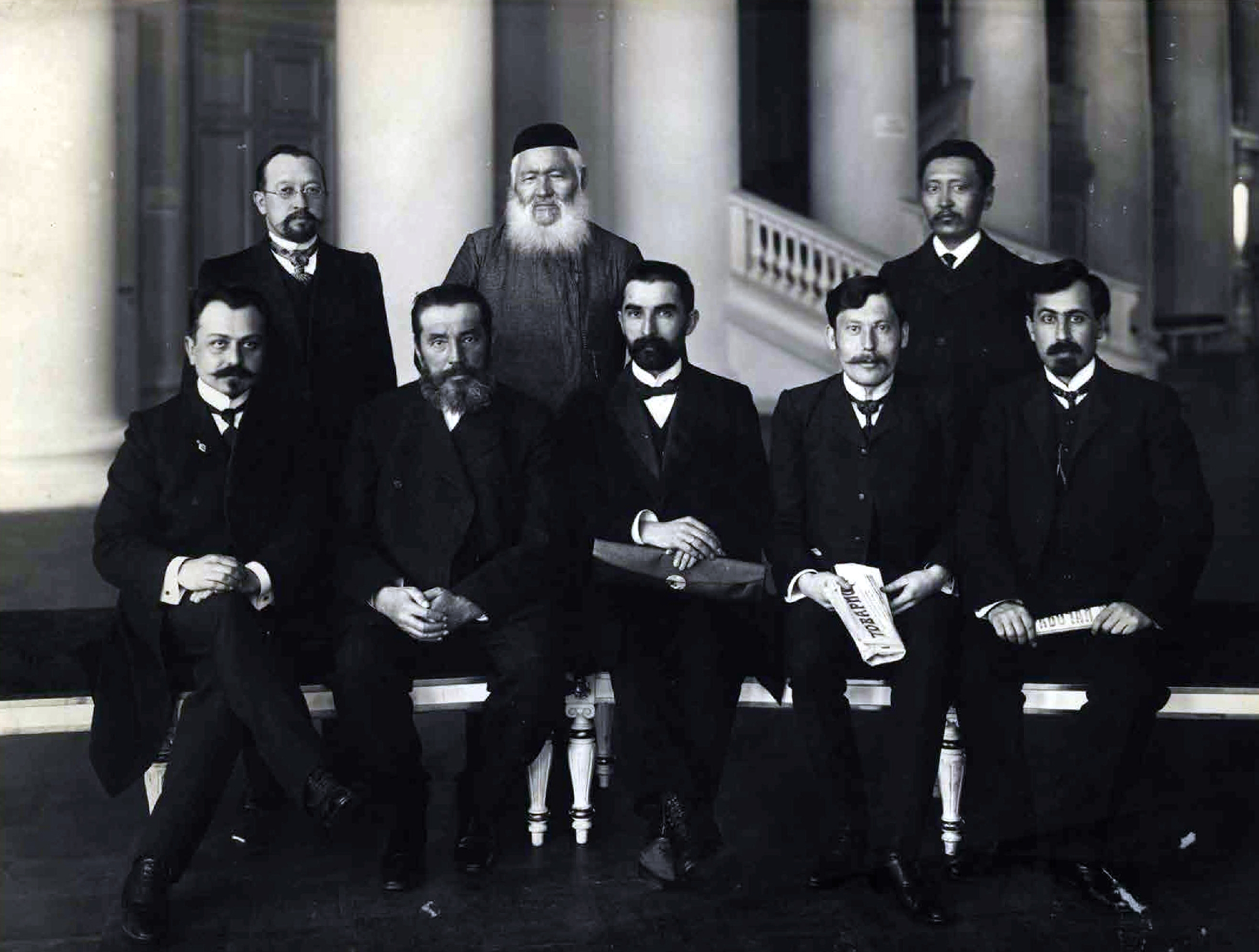
Группа депутатов-мусульман 2-й Государственной думы (сидят слева направо): Фатали Хан-Хойский, Шах-Айдар Сыртланов, Таштемир Эльдарханов, Рашид Мехдиев, Халил Хас-Мамедов. Стоят: Муххамед-Акрам Биглов, Шахбал Сейфетдинов, Ахмед Беремжанов.

Ахме́т Кургамбе́кович Беремжа́нов (каз. Ахмет Қорғанбекұлы Бірімжанов, 7 декабря 1871, аул № 1 Тосынской волости Тургайского уезда Тургайской области — 5 января 1927, Ленинград) — казахский юрист, депутат Государственной думы I и II созывов от Тургайской области.

## Биография
Казах, по отцу — из подрода аю рода шакшак племени аргын, мать из племени кипчак Среднего жуза. Отец — помощник начальника Тургайской области.
- В 1891 г. окончил Оренбургскую мужскую гимназию с серебряной медалью.
- С 1892 г. состоял под надзором полиции[2].
- В 1896[3] окончил с отличием юридический факультет Казанского университета.
- В 1906—1907 гг. кандидат в судьи Оренбургского окружного суда, мировой судья в Тургайском уезде. Около 4 лет был судебным следователем Троицкого и Оренбургского уездов при Оренбургском окружном суде, позднее состоял мировым судьей 2-го участка Актюбинского округа[4].
- 28 мая 1906 года был избран в Государственную думу I созыва от съезда уполномоченных от инородческих волостей Тургайской области. Член Конституционно-демократической фракции, Мусульманской и Сибирской групп. Выступил в Думе по вопросу о необходимости введения в Аграрную комиссию депутатов от национальных окраин[4].
- 12 февраля 1907 года был избран в Государственную думу II созыва от съезда уполномоченных от инородческих волостей Тургайской области. Входил в Мусульманскую фракцию. Член комиссии об отмене военно-полевых судов и комиссии о преобразовании местного суда. В последней участвовал как специалист по местному туземному суду и обычному праву казахов. Согласно новому избирательному закону 1907, «инородческое население» Тургайской области, как и ряда других национальных окраин, было лишено права посылать своих избранников в государственную думу, и Беремжанов лишился возможности вновь баллотироваться в законодательные органы власти[4]. В марте 1907 года вошёл в Сибирскую парламентскую группу[5].
- После роспуска Второй думы и вплоть до 1917 г. — судебный следователь в Бузулуке.
- 2—8 апреля 1917 г. — делегат 1-го Тургайского областного казахского съезда в Оренбурге;
- 20—25 июня — делегат казахского съезда в Актюбинске.
- 21—26 июля — делегат 1-го Всеказахского съезда в Оренбурге. На съезде утверждён кандидатом № 3 в депутаты Учредительного собрания по Тургайскому округу, № 1 — Алаш[2].

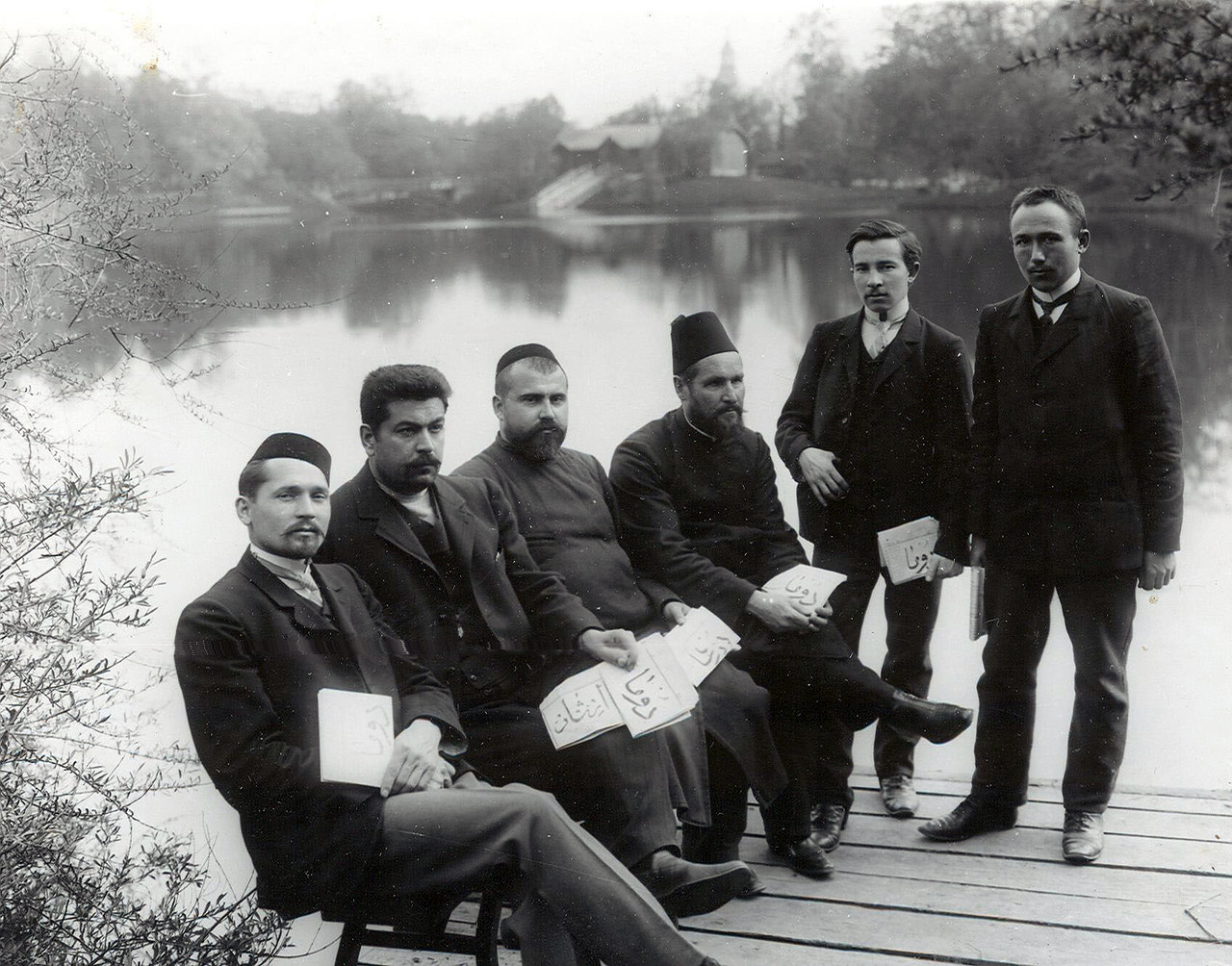
Мусульманская Трудовая группа

- В 1917 г. — Тургайский, затем Кустанайский уездный комиссар Временного правительства,
- В декабре 1917 г. — делегат 2-го Всеказахского съезда, г. Оренбург. На съезде избран членом Правительства «Алаш-Орды» от Тургайской области, «министр юстиции правительства Алаш-Орда».
- 11 февраля 1918 г. — участник Уфимского совещания членов правительства «Алаш-Орды»,
- июнь 1918 — входил в состав Комитета членов Учредительного собрания (Комуч) в Самаре[4].
- 1921 — временно исполняющий должность наркома юстиции КАССР;
- Декабрь 1922 — член коллегии Наркомата юстиции, зав. отделом судебного строительства Наркомата юстиции КАССР;
- Декабрь 1922, 1924 — январь 1925 — член коллегии Наркомата юстиции КАССР;
- ? — до 1928? — член Верховного Суда КазАССР.
- 5 января 1927 года умер в г. Ленинграде, где находился на лечении. В похоронах приняли участие А. Букейханов, А. Сейдалин, казахстанские студенты, обучающиеся в Ленинграде М. Ауэзов, А. Маргулан, его сын Батырбек и татарские интеллигенты[6][7].

## Семья
- Жена — Гульжаухар Альмухамедовна (урождённая Сейдалина, ?—?), была праправнучкой Абулхаир-хана. Её отец, Альмухамед Сейдалин, юрист по образованию — султан-правитель Иргизского уезда, член Русского географического общества.
  - Сын — Батырбек Ахметович (1911—1985[8]) — химик, аспирант, 05.06.1938 арестован УНКГБ по Ленинградской обл. Реабилитирован 13.03.1939 УНКВД КазССР (за недоказанностью состава преступления)[9], впоследствии декан химфака Казахского государственного университета.
  - Дочь — Инкар Ахметовна (1915—2002), преподаватель, доктор наук, зав. кафедрой нормальной физиологии АГМИ.
  - Сын — Мурат Ахметович (1919—1980), участник ВОВ, участник обороны Ленинграда, Кавалер Ордена Славы III ст.[10]
- Брат — Газымбек Кургамбекович Беремжанов (1896—1938), арестован 18.01.1931 ПП ОГПУ по ст. 58-7, 58-11, 59-3 УК РСФСР, приговорён к 10 лет исправительно-трудовых лагерей, агроном колонизационного бюро Беломорканала, 09.10.1937 арестован в лагере, 19.03.1938 осуждён Военной коллегией Верховного суда СССР. Расстрелян в тот же день. Место расстрела: Московская обл, Коммунарка. Реабилитирован 04.11.1988 Верховным судом КазССР, 11.06.1991 прокуратурой СССР[9].